# Fluorierung
Fluorierung ist die Einführung des chemischen Elements Fluor in organische Verbindungen mit Hilfe von Fluorierungsmitteln. Sie ist ein Spezialfall der Halogenierung. Fluor ist das reaktivste und elektronegativste aller Elemente, und seine Einführung in Moleküle kann deren Eigenschaften signifikant verändern.
Bei den betreffenden Reaktionen werden vorrangig Chlor- oder Wasserstoff-Atome durch Fluor-Atome ersetzt.

## Fluorierungsmittel

Elektrophile Fluorierungsreagentien

Als Fluorierungsmittel kommen unter anderem folgende Stoffe bzw. Stoffgruppen zum Einsatz:
- gasförmiges Fluor
- Fluorwasserstoff
- Fluorwasserstoff-Pyridin-Gemische
- Alkalifluoride
- Aluminiumfluoride
- quartäre Ammoniumfluoride
- Antimonfluoride
- Carbonsäurefluoride
- Chromfluoride
- Cobalt(III)-fluorid
- Halogenfluoride (z. B. Iodpentafluorid)
- Molybdänfluorid
- Quecksilber(I)-fluorid
- Schwefel(IV)-fluorid
- Silberfluorid
- Sulfosäurefluoride
- Xenonfluoride und andere Edelgas-Verbindungen

## Reaktionen

### Swarts-Reaktion
Mit der Swarts-Reaktion lassen sich Fluoralkane oder Chlorfluoralkane gewinnen. Sie stellt eine Variante der Finkelstein-Reaktion dar.
Dabei werden Silber-, Quecksilber(I)- oder Kaliumfluorid verwendet, um in Monohalogenalkanen (Alkylmonohalogeniden) das Halogen-Atom gegen Fluor auszutauschen, z. B.
{\displaystyle \mathrm {2\ R{-}X\ +\ Hg_{2}F_{2}\longrightarrow \ 2\ R{-}F\ +\ Hg_{2}X_{2}} }
{\displaystyle \mathrm {(X\ {=}\ Cl,\ Br,\ I)} }

### Katalysierte Fluorierung
Technisch gewinnt man Chlorfluoralkane auch durch Fluorierung der entsprechenden Chloralkane mit Fluorwasserstoff an Festbettkatalysatoren aus Aluminium- oder Chromfluoriden.

### Schiemann-Reaktion
Mit der Schiemann-Reaktion sind fluorierte Aromaten zugänglich.

### Ionenaustauscher
Fluor lässt sich auch durch an Ionenaustauscher gebundene quartäre Ammoniumfluoride einführen.

### Elektrofluorierung/Simons-Prozess
Die Elektrofluorierung ist ein elektrochemischer Prozess, mit dem perfluorierte Verbindungen hergestellt werden können.
Beim sogenannten Simons-Prozess werden in Fluorwasserstoff gelöste Carbonsäure- oder Sulfosäurefluoride in Nickel-Zellen elektrolysiert (anodische Fluorierung), wobei ein vollständiger Austausch von Wasserstoff durch Fluor erfolgt.

### Fluortelomerisierung
Neben der Elektrofluorierung ist die Fluortelomerisierung eine weitere Möglichkeit, um perfluorierte Tenside (PFT) zu erzeugen.

### Fluorierung einer Kunststoffoberfläche
Bei der Fluorierung kommt es zu einer chemischen Reaktion zwischen Fluor-Stickstoff und einer Kunststoffoberfläche. Dafür wird in einer Reaktorkammer bis zur Druckuntergrenze evakuiert und mit Fluor-Stickstoff geflutet. Dabei oxidiert die Oberfläche des Kunststoffes und richtet sich polar aus, ohne weiter in das Substrat einzudringen und Eigenschaften negativ zu verändern.
Dieses Verfahren ist auch bei komplexen Geometrien mit Hohlräumen anwendbar.